# César Lumbreras Luengo
César Lumbreras Luengo (Adanero, 1955) és un periodista espanyol. Dirigeix i presenta el programa Agropopular de la COPE, un espai setmanal d'informació agrària que va néixer el 1984. Entre 2010 i 2012 va presentar el programa de tardes La atalaya a la mateixa emissora. En la dècada del 1990 també havia estat al capdavant del programa Al alba. El 2009 va rebre la Insígnia d'Or de l'Associació Agrària de Joves Agricultors d'Àvila i el 2015, el premi Ondas Nacional de ràdio a la trajectòria.